# Frances Harper
Frances Ellen Watkins Harper (Baltimore, 24 de setembro de 1825 – Filadélfia, 22 de fevereiro de 1911) foi uma abolicionista, sufragista, poetisa, ativista da temperança, professora, oradora e escritora norte-americana. A partir de 1845, ela foi uma das primeiras mulheres afro-americanas a publicar obras nos Estados Unidos.
Nascida livre em Baltimore, em Maryland, Harper teve uma longa e prolífica carreira, publicando seu primeiro livro de poesia aos 20 anos. Aos 67 anos, publicou seu elogiado romance Iola Leroy (1892), colocando-a entre as primeiras mulheres negras a publicar um romance.
Quando jovem, em 1850, Harper ensinou economia doméstica no Union Seminary em Columbus, Ohio, uma escola afiliada à Igreja Metodista Episcopal Africana (AME). Em 1851, enquanto vivia com a família de William Still, um funcionário da Sociedade Abolicionista da Pensilvânia que ajudava escravos refugiados a percorrerem o caminho da Ferrovia Subterrânea, Harper começou a escrever literatura antiescravista. Depois de ingressar na Sociedade Americana Antiescravidão em 1853, Harper começou sua carreira como oradora e ativista política.
Harper também teve uma carreira literária de sucesso. Sua coleção Poemas sobre Assuntos Diversos (1854) foi um sucesso comercial, tornando-a a poetisa afro-americana mais popular antes de Paul Laurence Dunbar. Seu conto "Duas Ofertas" foi publicado na Anglo-Africana em 1859, fazendo história literária como o primeiro conto publicado por uma mulher negra. Harper fundou, apoiou e ocupou altos cargos em várias organizações progressistas nacionais. Em 1886, ela se tornou superintendente da Seção de Cor da União Feminina de Temperança Cristã da Filadélfia e Pensilvânia. Em 1896, ela ajudou a fundar a Associação Nacional de Mulheres de Cor e atuou como vice-presidente. Harper morreu aos 85 anos em 22 de fevereiro de 1911.

## Primeiros anos e carreira

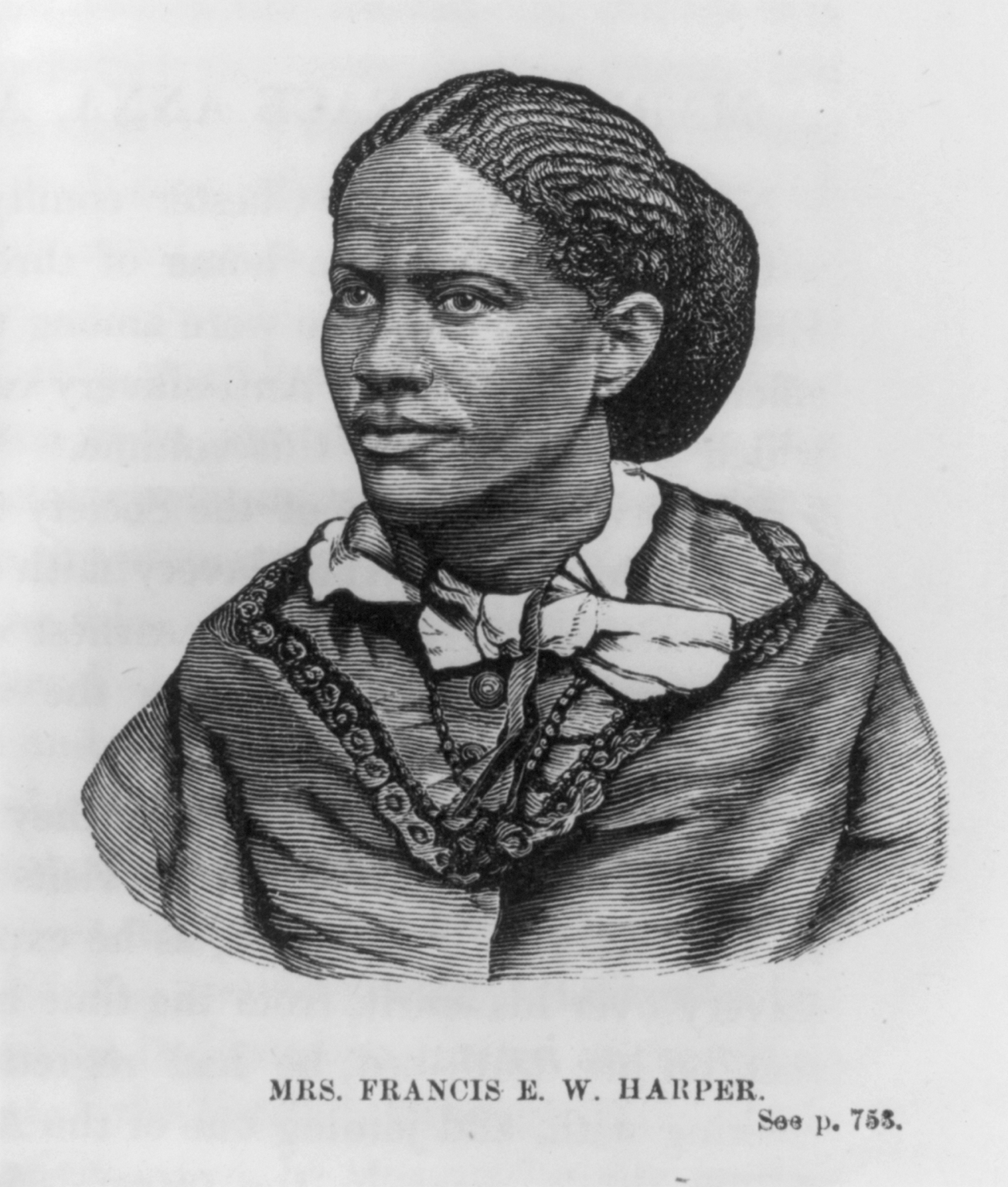
Frances Ellen Watkins Harper, 1872

Filha única de pais livres, Frances Ellen Watkins nasceu livre em 24 de setembro de 1825 em Baltimore, Maryland (então um estado escravista). Seus pais, cujos nomes são desconhecidos, morreram em 1828, tornando Watkins órfão aos três anos de idade. Ela foi criada por sua tia e tio maternos, Henrietta e pelo Rev. William J. Watkins, Sr., que lhe deu o sobrenome.
O tio de Frances Watkins era ministro da Igreja Metodista Episcopal Africana de Sharp Street. Watkins foi escolarizada na Watkins Academy for Negro Youth, que seu tio fundou em 1820. Como ativista dos direitos civis e abolicionista, o Rev. Watkins foi uma grande influência na vida e no trabalho de sua sobrinha.
Aos 13 anos de idade, Watkins começou a trabalhar como costureira e babá de uma família branca que possuía uma livraria. Ela parou de frequentar a escola, mas usou seu tempo livre para ler os livros da loja e trabalhar em sua própria escrita.
Em 1850, aos 26 anos de idade, Watkins mudou-se de Baltimore para ensinar economia doméstica no Union Seminary, uma escola afiliada à Igreja Metodista Episcopal Africana (AME) para estudantes negros perto de Columbus, Ohio. Ela trabalhou como a primeira professora da escola. A Union foi fechada em 1863, quando a Igreja AME desviou seus fundos para comprar a Wilberforce University, a primeira faculdade de propriedade e administração de negros. A escola em Wilberforce era coordernada pelo Rev. John Mifflin Brown, mais tarde bispo da Igreja AME. No ano seguinte, Watkins assumiu um cargo em uma escola em York, Pensilvânia.

## Trabalho como romancista

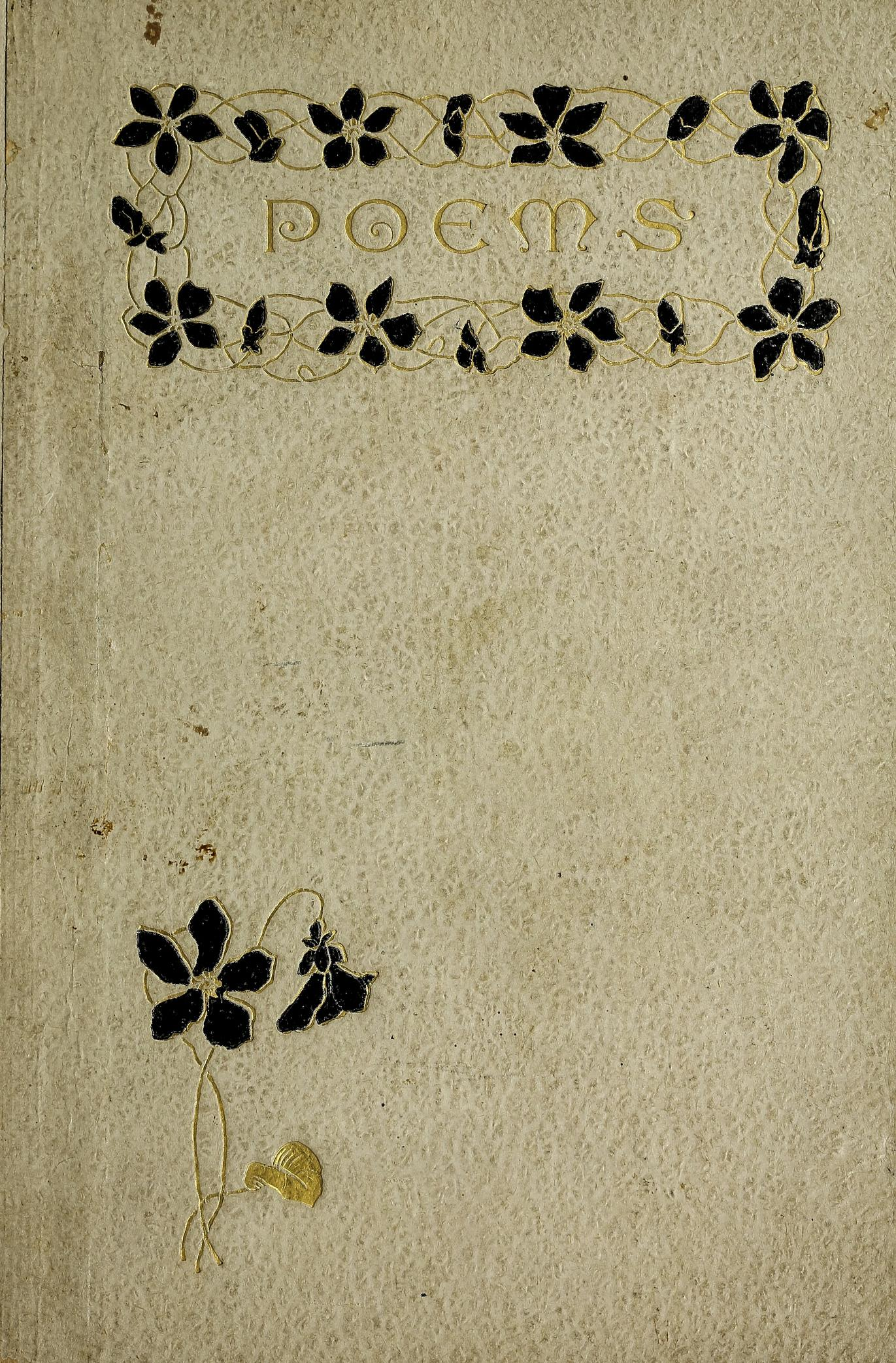
Coleção de poesia de Frances Harper, publicada em 1900

A carreira de Harper como romancista começou em 1839, quando ela publicou artigos em jornais antiescravistas. Sua política e sua escrita informaram-se mutuamente. Sua carreira de escritora começou vinte anos antes de ela se casar, então vários de seus trabalhos foram publicados sob seu nome de solteira, Watkins.
Harper publicou seu primeiro volume de versos, Forest Leaves, ou Autumn Leaves, em 1845, quando ela tinha 20 anos. Este livro a marcou como uma importante voz abolicionista. Uma única cópia deste volume, há muito perdida, foi redescoberta no início do século XXI pela estudiosa Johanna Ortner em Baltimore, na Sociedade Histórica de Maryland, na década de 2010. Seu segundo livro, Poems on Miscellaneous (1854), foi extremamente popular. Nos anos seguintes, foi reimpresso várias vezes.
Em 1858, Harper recusou-se a ceder seu assento ou andar na seção "de cor" de um bonde segregado na Filadélfia  (97 anos antes da ativista Rosa Parks). No mesmo ano, publicou seu poema "Bury Me in a Free Land" em The Anti-Slavery Bugle, que se tornou uma de suas obras mais conhecidas.
Em 1859, a história de Harper "As Duas Ofertas" foi publicada no The Anglo-African Newspaper, tornando-a a primeira mulher negra a publicar um conto. Nesse mesmo ano, a Anglo-African Magazine publicou o seu ensaio “Our Greatest Want”, no qual Harper ligava o tropo religioso comum de opressão dos afro-americanos à opressão do povo hebreu enquanto escravizado no Egito. A Revista Anglo-Africana e o jornal semanal Anglo-Africano foram ambos periódicos da época da Guerra Civil que serviram de fórum de debate entre abolicionistas e acadêmicos.

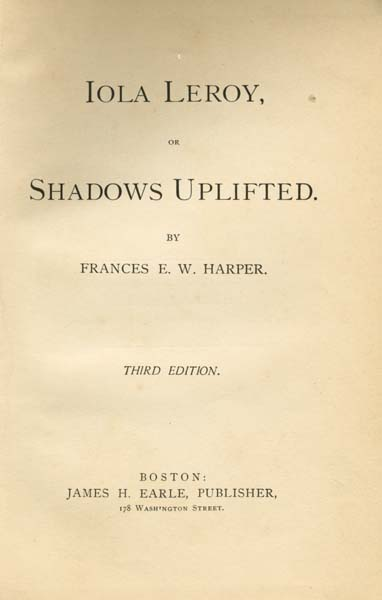
Página de título de Iola Leroy ou Shadows Uplifted, 1892

Harper publicou 80 poemas. Em seu poema "A Mãe Escrava", ela escreve: "Ele não é dela, embora ela tenha suportado / Para ele as dores de uma mãe; / Ele não é dela, embora o sangue dela / Corra em suas veias! / Ele não é dela, por mãos cruéis / Pode rasgar rudemente / A única coroa de amor doméstico / Que une seu coração partido." Ao longo das duas estrofes, Harper demonstra a relação restrita entre uma mãe escravizada e seu filho, ao mesmo tempo que inclui temas de família, maternidade, humanidade e escravidão. Outro de seus poemas, "To the Cleveland Union Savers", publicado no The Anti-Slavery Bugle de 23 de fevereiro de 1861, defende Sara Lucy Bagby, a última pessoa nos Estados Unidos a ser devolvida à escravidão sob a Lei do Escravo Fugitivo.
Harper publicou Sketches of Southern Life em 1872. Esta antologia detalhou sua experiência viajando pelo sul dos Estados Unidos e conhecendo negros recém-libertados. Nestes poemas ela descreveu as duras condições de vida enfrentadas por uma mulher negra durante a escravidão e a era da Reconstrução. Harper usa a figura de uma ex-escrava, chamada tia Chloe, como narradora em vários desses esquetes.
De 1868 a 1888, Harper teve três romances serializados em uma revista cristã: Minnie's Sacrifice, Sowing and Reaping e Trial and Triumph.
Harper também é conhecida pelo que foi considerado seu primeiro romance, Iola Leroy, ou Shadows Uplifted, publicado como livro em 1892, quando ela tinha 67 anos. Este foi um dos primeiros livros publicados por uma mulher negra nos Estados Unidos. Ao usar as convenções da época, Harper tratou de questões sociais sérias, incluindo a educação para as mulheres, a passagem social de pessoas mestiças como brancas, a miscigenação, a abolição, a reconstrução, a temperança e a responsabilidade social.
Harper também foi amiga e mentora de muitos outros escritores e jornalistas afro-americanos, incluindo Mary Shadd Cary, Ida B. Wells, Victoria Earle Matthews e Kate D. Chapman.

## Estereótipos de gênero da feminilidade negra
Quando Harper começou a dar palestras antiescravistas, a primeira das quais ocorreu em 1854, seu gênero atraiu a atenção. Os desafios que ela enfrentou não se limitaram aos preconceitos raciais, pois naquela época as mulheres negras que falavam publicamente sobre questões raciais ainda eram poucas e o racismo científico estava profundamente entrelaçado com o sexismo científico. :28,80 Foi considerado por alguns como uma confirmação de estereótipos de género sobre as diferenças entre mulheres negras e mulheres brancas, já que no pensamento científico da época as mulheres negras eram consideradas um tipo de Jezabel, "governadas quase inteiramente pela sua libido", traçando um forte contraste com o ideal do século XIX de feminilidade branca sexualmente pura.:80

## Causas progressivas

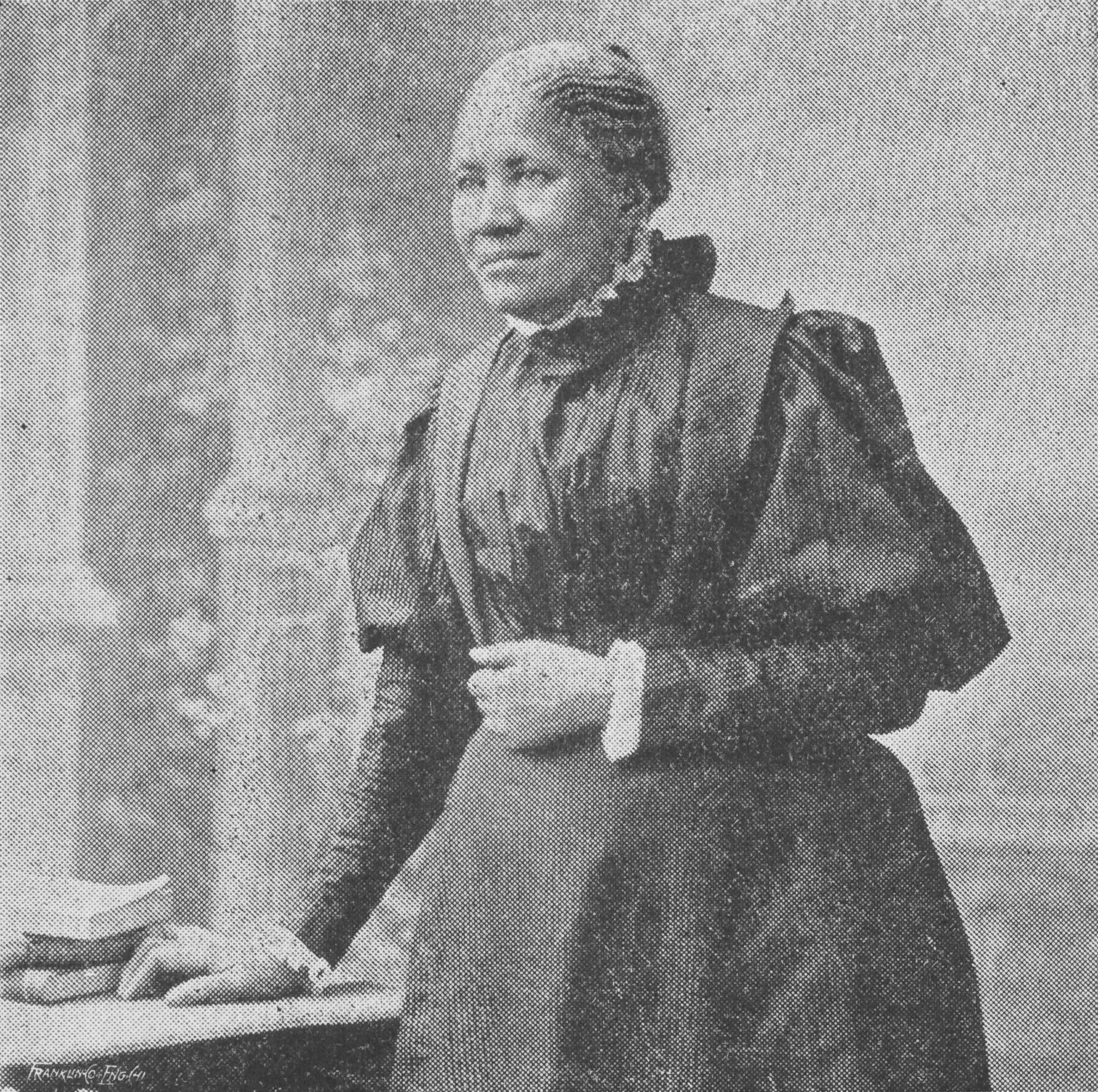
Frances Ellen Watkins Harper, 1902

Frances Ellen Watkins Harper foi uma forte defensora do abolicionismo, da proibição e do sufrágio feminino, causas progressistas que estavam ligadas antes e depois da Guerra Civil Americana. Ela também atuou na Igreja Unitarista, que apoiava o abolicionismo. Harper escreveu a John Brown depois de ele ter sido preso e antes de sua execução: "Agradeço-lhe por ter sido corajoso o suficiente para estender suas mãos aos esmagados e arruinados de minha raça; espero que de seu triste destino um grande bem possa surgir para a causa da liberdade."
Em 1853, Watkins ingressou na Sociedade Antiesclavagista Americana e tornou-se palestrante itinerante do grupo. Ela fez muitos discursos durante esse período e enfrentou muito preconceito e discriminação ao longo do caminho. Em 1854, Watkins fez seu primeiro discurso antiescravidão chamado "A Elevação e Educação de Nosso Povo". O sucesso deste discurso resultou em uma turnê de palestras no Maine para a Sociedade Antiescravidão. Ela relembrou calorosamente a Nova Inglaterra: "Querida e velha Nova Inglaterra! Foi lá que a bondade envolveu meu caminho; foi lá que vozes gentis fizeram sua música em meus ouvidos. O lar da minha infância, o cemitério de meus parentes, não é tão querido. para mim como a Nova Inglaterra." Ela continuou a viajar, dando palestras por todo o Leste, Centro-Oeste e Canadá de 1856 a 1860. Sobre o tratamento dado pela Pensilvânia aos afro-americanos, Harper declarou: "Agora, deixe-me falar sobre a Pensilvânia. Tenho viajado há quase quatro anos e estive em todos os estados da Nova Inglaterra, em Nova Iorque, Canadá e Ohio; mas de todos esses lugares, este é o mais cruel de todos."
Após o fim da Guerra Civil em 1865, Harper mudou-se para o Sul para ensinar os negros recém-libertados durante a Era da Reconstrução. Durante esse tempo, ela também fez muitos discursos públicos importantes. Em 1870, Harper trabalhou com o Freedmen's Bureau encorajando muitos libertos em Mobile, no Alabama, a "obter terras, todos que pudessem" para que pudessem votar e agir de forma independente assim que o Congresso aprovasse a Décima Quinta Emenda à Constituição dos EUA.
Harper era ativa no número crescente de organizações negras e passou a acreditar que os reformadores negros tinham de ser capazes de definir as suas próprias prioridades. De 1883 a 1890, ela ajudou a organizar eventos e programas para a União Nacional de Temperança Feminina Cristã. Ela havia trabalhado com membros da WCTU original, porque "era a organização de mulheres mais importante a pressionar pela expansão do poder federal". Em seu papel como superintendente da Seção de Cor da WCTU da Filadélfia e da Pensilvânia, Harper facilitou o acesso e a organização independente para mulheres negras, promovendo a ação coletiva de todas as mulheres como uma questão de justiça e moralidade. "Ativistas como Harper e Frances Willard fizeram campanha não apenas pela igualdade racial e sexual, mas também por uma nova compreensão da responsabilidade do governo federal de proteger os direitos, regular a moralidade e promover o bem-estar social". Harper ficou desiludida, no entanto, quando Willard deu prioridade às preocupações das mulheres brancas, em vez de apoiar os objetivos das mulheres negras de obter apoio federal para uma lei anti- linchamento, defesa dos direitos dos negros ou abolição do sistema de arrendamento de condenados.
O ativismo público de Harper também continuou nos anos posteriores. Em 1891, Harper fez um discurso no Conselho Nacional das Mulheres da América em Washington DC, exigindo justiça e proteção igualitária por parte da lei para o povo afro-americano.  Em seu discurso, ela afirmou:
"Enquanto houver casos como irresponsabilidade moral, imbecilidade mental; enquanto a esposa de Potifar permanecer no pelourinho da vergonha do mundo, nenhum homem deve ser privado da vida ou da liberdade sem o devido processo de lei. Um governo que tem poder para tributar um homem em paz, e esboçá-lo na guerra, deve ter poder para defender sua vida na hora do perigo. Um governo que pode proteger e defender seus cidadãos do mal e da indignação e não o faz é vicioso. Um governo que faria isso e não pode é fraco; e onde a vida humana é insegura por fraqueza ou crueldade na administração da lei, deve haver uma falta de justiça, e onde isso está querendo nada pode compensar a deficiência."

## Ativismo sufragista

### Técnicas de ativismo

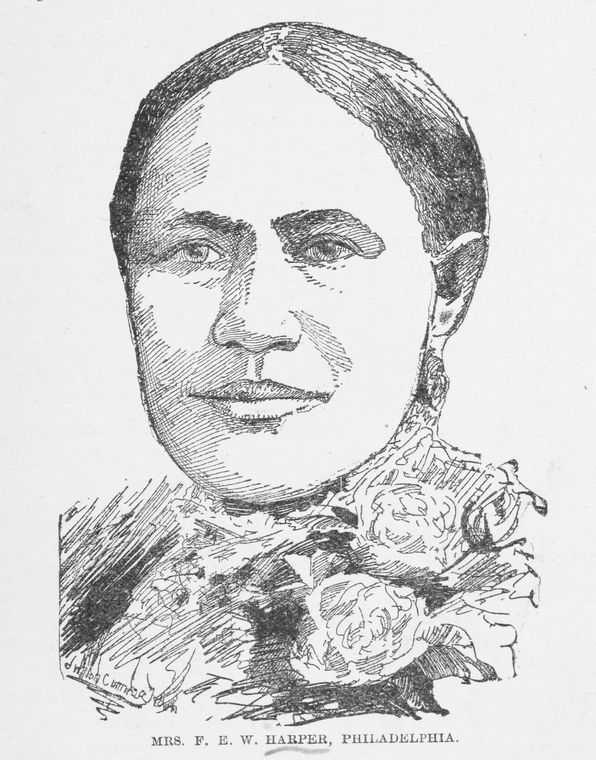
Retrato de Frances EW Harper, 1893

O ativismo de Frances Harper adotou uma abordagem interseccional, que combinou a sua campanha pelos direitos civis dos afro-americanos com a sua defesa dos direitos das mulheres. Uma das principais preocupações de Harper era o tratamento brutal que as mulheres negras — incluindo a própria Harper — enfrentavam no transporte público, e este assunto colocou em primeiro plano a sua defesa do sufrágio feminino. Na década de 1860 e além, Harper fez vários discursos relativos às questões das mulheres e, mais especificamente, às questões das mulheres negras. Um de seus discursos, "Estamos todas unidas", proferido em 1866 na Convenção Nacional dos Direitos da Mulher na cidade de Nova Iorque, exigia direitos iguais para todos, enfatizando a necessidade de aumentar a conscientização para o sufrágio afro-americano e, ao mesmo tempo, defender o sufrágio feminino. Em seu discurso, ela afirmou:
"Estamos todas unidas em um grande pacote de humanidade, e a sociedade não pode pisar os mais fracos e fracos de seus membros sem receber a maldição em sua própria alma. Você julgou isso no caso do negro (...) Vocês mulheres brancas falam aqui de direitos. Eu falo de erros. Eu, como mulher negra, tive neste país uma educação que me fez sentir como se estivesse na situação de Ismael, minha mão contra cada homem, e a mão de cada homem contra mim (...) Enquanto existe esse elemento brutal na sociedade que atropela os fracos e pisa os fracos, eu lhes digo que se há alguma classe de pessoas que precisam ser levantadas de seus nada arejados e egoísmo, são as mulheres brancas da América."
Depois que Harper fez este discurso, a Convenção Nacional dos Direitos das Mulheres concordou em formar a American Equal Rights Association (AERA), que incorporou o sufrágio afro-americano ao movimento pelo sufrágio feminino. Harper atuou como membro do Comitê de Finanças da AERA, embora as mulheres negras representassem apenas cinco dos mais de cinquenta dirigentes e palestrantes da organização. A AERA teve vida curta, terminando quando o Congresso propôs a Décima Quinta Emenda, que concederia aos homens afro-americanos o direito de voto. Algumas das sufragistas da AERA, como Susan B. Anthony e Elizabeth Cady Stanton, não apoiaram o objetivo da Emenda de conceder direitos aos homens negros sem estender os direitos de sufrágio às mulheres. Harper, por outro lado, apoiou a Décima Quinta Emenda e endossou a Emenda na reunião final da AERA. Pouco depois, a AERA se dividiu em dois movimentos distintos: a National Woman Suffrage Association (NWSA), que não apoiou a Emenda, e a American Woman Suffrage Association (AWSA), que apoiou a Emenda. Nenhuma das organizações promoveu totalmente os direitos das mulheres negras. Como proponente da Décima Quinta Emenda, Harper ajudou a fundar a AWSA. Afinal, Harper não queria minar o progresso dos homens negros ao optar por lutar pelo sufrágio feminino em vez do sufrágio afro-americano. Harper, no entanto, apoiou a proposta da Décima Sexta Emenda, que teria concedido às mulheres o direito de voto. Após a aprovação da Décima Quinta Emenda em 1870, Harper também encorajou os ex-escravos a votar.
Além de fazer discursos, Harper também promoveu sua defesa do sufrágio interseccional nos últimos anos, ajudando a fundar a Associação Nacional para Mulheres de Cor (NACW) em 1896. Harper era, muitas vezes, a única mulher negra nas conferências progressistas a que comparecia, o que a isolava dos reformadores predominantemente brancos. Harper, portanto, ajudou a organizar a NACW para evitar o racismo dos progressistas brancos. Em 1897, Harper tornou-se vice-presidente da NACW e usou sua plataforma para defender os direitos civis das mulheres negras.

### Sufragismo na literatura
Vários exemplos das obras de Harper contêm temas de sufrágio. Seu poema, "The Deliverance", publicado em sua antologia de 1872, Sketches of Southern Life, discute o voto através das lentes das narrativas fictícias de mulheres negras durante a era da Reconstrução. Como argumenta a estudiosa Elizabeth A. Petrino, em "The Deliverance", Harper comunica como "as mulheres dentro de casa são as catalisadoras da rebelião política" e da mesma forma "posiciona as mulheres como exemplos morais e centros de poder político dentro de casa". Na verdade, durante os seus anos de ativismo, Harper expressou preocupação relativamente à forma como os indivíduos votariam uma vez concedido o direito de voto.  "The Deliverance", de Harper, transmite esses sentimentos por meio de várias vinhetas que contam como diferentes homens fictícios exerceram seu direito de voto. Harper escreveu:
"Mas quando John Thomas Reeder trouxe

Sua esposa um pouco de farinha e carne,
E disse que tinha vendido seu voto
Para algo bom para comer,
Devias ter visto a tia Kitty aumentar,
E ouvi-a a arder;
Ela deu a carne e farinha uma mistura,
E disseram que não deviam ficar.
E eu acho que ele se sentiu muito barato
Por votar do lado errado;
E quando a tia Kitty o repreendeu,

Ele apenas se levantou e chorou."
Nestas estrofes específicas, o orador questiona como a população votante exercerá o seu direito de voto. Enquanto o personagem John Thomas Reeder "vendeu seu voto" por comida, tia Kitty expressa sua frustração porque nem todas as pessoas — e especialmente os homens, neste caso — compreendem totalmente a importância do voto. Tia Kitty, a única figura feminina no texto, não apenas "joga" a carne e a farinha, mas também repreende Reeder e o faz chorar. Embora tia Kitty tenha arbítrio em seu encontro com Reeder, Reeder tem poder próprio ao possuir o direito de voto. Em "The Deliverance", Harper expressa o desejo de que as mulheres negras obtenham direitos de sufrágio ao lado de seus colegas homens. Além de "The Deliverance", o poema de Harper, "The Fifteenth Amendment", descreve em termos positivos a Décima Quinta Emenda, que concedia aos homens afro-americanos o direito de voto:
"Toca! Toca! seus sinos mais doces,

Sinos, que chamam ao louvor;
Deixe cada coração com alegria emocionar,
E canções de alegre triunfo se levantam.
Sacuda a poeira, ó raça ascendente!
Coroado como um irmão e um homem;
A justiça hoje afirma sua reivindicação,
E da tua testa desaparece a proibição.
Com o crisma da liberdade sobre tua cabeça,
Seu precioso estandarte em tua mão,
Vá colocar o seu nome outrora desprezado

Entre os mais nobres da terra."
Nessas estrofes, Harper inclui pontos de exclamação, ao lado de imagens como "toques" de sinos e uma ordem para o povo afro-americano "sacudir a poeira". Harper também incorpora dicção positiva, como as frases "emoção de alegria" e "triunfo alegre". Harper também usa uma linguagem régia para descrever a população recém-emancipada. Ao receberem o direito de voto, os homens negros são "coroados" e tornam-se "entre os mais nobres da terra", contrastando com seu "nome outrora desprezado" ao qual Harper se refere. Em geral, a linguagem em "The Fifteenth Amendment" lança a Décima Quinta Emenda sob uma luz positiva, o que se alinha com o apoio anterior de Harper à Emenda que a levou a ajudar a fundar a American Woman Suffrage Association. Ao contrário de “The Deliverance”, no entanto, o poema “A Décima Quinta Emenda” de Harper não expressa um anseio particular pelo sufrágio das mulheres negras.

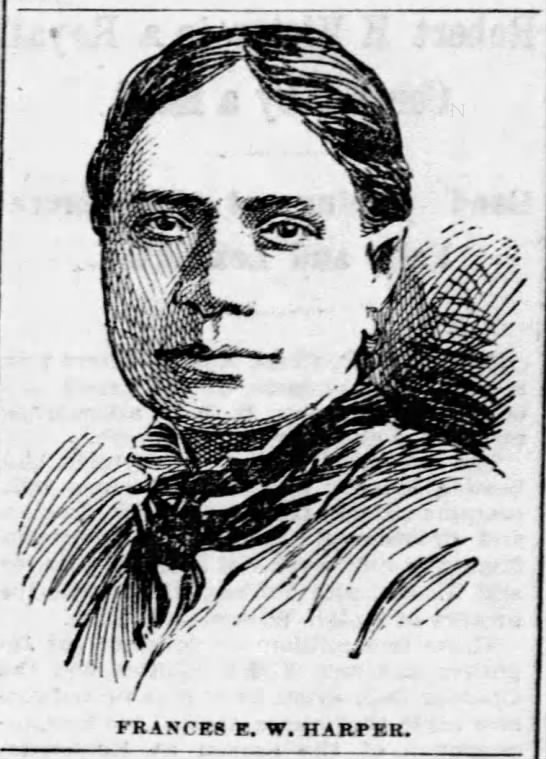
Retrato de Frances Harper, The Boston Globe, 1894

Ao lado de sua poesia, a prosa de Harper também apresenta o ativismo sufragista. Seu romance Minnie's Sacrifice, publicado em 1869 — no mesmo ano dos debates da Décima Quinta Emenda — descreve o voto como um mecanismo de defesa para mulheres negras como vítimas de violência racial no Sul da Reconstrução. Minnie's Sacrifice também destaca as lutas intersetoriais enfrentadas pelas mulheres negras. Por exemplo, a acadêmica Jen McDanel argumenta na sua análise do romance que a necessidade de proteção da lei, que o voto poderia ajudar as mulheres negras a obter, está "enraizada em injustiças radicalizadas e de género que não podem ser libertadas umas das outras". Perto do final do romance, Minnie expressa o desejo pelo sufrágio das mulheres negras, argumentando que o direito ao sufrágio não deveria ser baseado no "serviço ou sexo, mas na base comum da humanidade". Respondendo ao personagem masculino Louis, que acredita que a nação “não está preparada para” o sufrágio das mulheres negras, Minnie afirma:
"Não posso reconhecer que o negro é o único que tem reivindicações urgentes a esta hora. Hoje, nosso governo precisa da consciência das mulheres, bem como do julgamento do homem. E enquanto eu não jogaria uma palha no caminho do homem de cor, mesmo sabendo que ele votaria contra mim assim que ele conseguisse seu voto, ainda assim eu acho que a mulher deveria ter algum poder para se defender da opressão, e leis iguais como se fosse um homem."
Através da declaração de Minnie, Harper transmite o desejo das mulheres negras de alcançarem o direito ao sufrágio para se defenderem da opressão. Pouco depois de fazer essa afirmação, Minnie é morta — resultado de violência racial. Minnie não é protegida pela lei e é vítima da opressão contra a qual protesta em sua retórica pró-sufrágio. Nesse trecho, Minnie também demonstra apoio ao voto do negro, afirmando que "não jogaria um canudo no caminho do negro". Ao mesmo tempo, porém, semelhante ao orador em "The Deliverance", Minnie também expressa incerteza sobre como esses homens poderiam votar. Em Minnie's Sacrifice, Harper comunica a determinação de que as mulheres negras obtenham o direito ao sufrágio.

### Bolsa de sufrágio
Há poucos estudos detalhando o envolvimento de Frances Harper no Movimento pelo sufrágio feminino. Na verdade, Harper não aparece na antologia History of Woman Suffrage escrita por Susan B. Anthony e Elizabeth Cady Stanton, que eram membros originais da NWSA. Como a pesquisadora Jennifer McDaneld argumenta, a "divisão do sufrágio" que criou a NWSA e a AWSA alienou Harper — que parecia recusar o feminismo branco — do movimento pelo sufrágio feminino.

## Vida pessoal

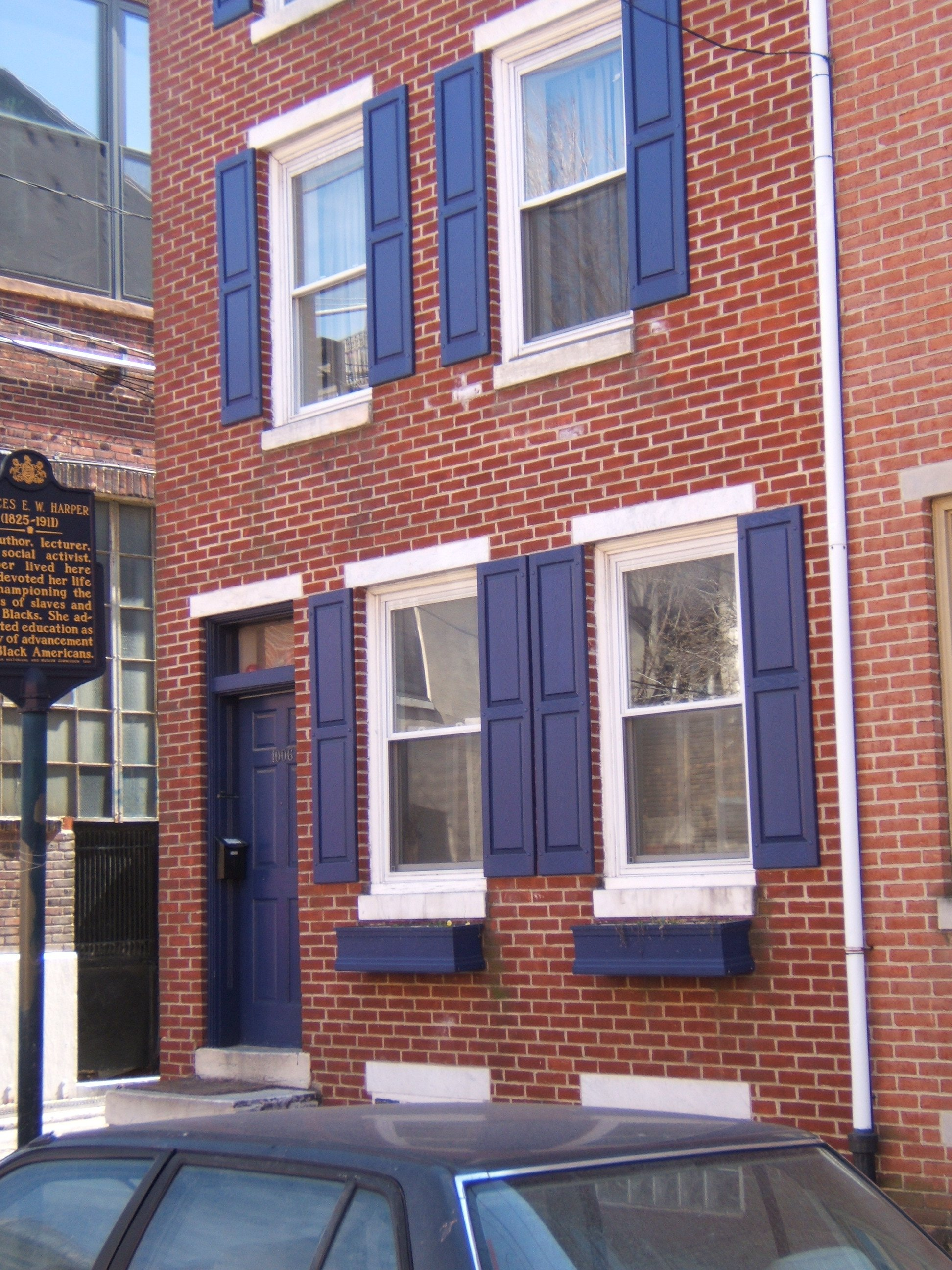
A casa de Frances Harper em 1006 Bainbridge Street, Filadélfia, construída ca. 1870. Harper viveu aqui desde a velhice até sua morte em 1911

Em 1860, Frances Watkins casou-se com um viúvo chamado Fenton Harper. O casal teve uma filha, chamada Mary Frances Harper, e três outros filhos do casamento anterior de Fenton Harper. Quando Fenton Harper morreu quatro anos depois, Frances Harper manteve a custódia de Mary e mudou-se para a Costa Leste. Os dois continuariam morando lá pelo resto de suas vidas. Enquanto estava na Costa Leste, Harper continuou a dar palestras para se sustentar.
Frances Ellen Watkins Harper morreu de insuficiência cardíaca em 22 de fevereiro de 1911, aos 85 anos de idade. Seu funeral foi realizado na Primeira Igreja Unitarista na Chestnut Street, na Filadélfia. Ela foi enterrada no Cemitério Eden em Collingdale, Pensilvânia, ao lado de sua filha, Mary.

## Obras publicadas
- Forest Leaves (em inglês), verso, 1845
- Poems on Miscellaneous Subjects (em inglês), 1854
- Free Labor (em inglês), 1857
- The Two Offers (em inglês), 1859
- Moses: A Story of the Nile (em inglês), 1869
- Sketches of Southern Life (em inglês), 1872
- Light Beyond the Darkness (em inglês), 1890
- The Martyr of Alabama and Other Poems (em inglês), 1894
- Iola Leroy, or Shadows Uplifted (em inglês), romance, 1892
- Idylls of the Bible (em inglês), 1901
- In Memoriam, Wm. McKinley (em inglês), 1901

Além disso, os três romances a seguir foram originalmente publicados em série no Christian Recorder entre 1868 e 1888:
- Minnie's Sacrifice (em inglês), 1868
- Sowing and Reaping (em inglês), 1876
- Trial and Triumph (em inglês), 1888

## Legado e honrarias
- Vários movimentos em prol das mulheres afro-americanas foram nomeadas em sua homenagem. Em todo o país, em cidades como St. Paul e Pittsburgh, poucas Harper Leagues e Frances E. Harper Women's Christian Temperance Unions prosperaram até o século XX.[47]
- Um trecho de seu poema " Enterre-me em uma terra livre" está inscrito em uma parede do Tribunal Contemplativo, um espaço de reflexão no Museu Nacional de História e Cultura Afro-Americana do Smithsonian. O trecho diz: "Não peço nenhum monumento, orgulhoso e alto, que prenda o olhar dos transeuntes; tudo o que meu espírito ansioso deseja é que não me enterre em uma terra de escravos".[48]
- Seu poema "Bury Me in a Free Land" foi recitado no filme de Ava DuVernay, August 28: A Day in the Life of a People, que estreou na inauguração de 2016 do Museu Nacional de História e Cultura Afro-Americana do Smithsonian.[49]